# Tendais
Tendais é uma povoação portuguesa sede da Freguesia de Tendais do Município de Cinfães, freguesia com 31,77 km² de área e 697 habitantes (censo de 2021), tendo, por isso, uma densidade populacional de 21,9 hab./km².
Tendais foi vila e sede de concelho, extinto em 1826, passando a integrar o concelho (atual município) de Cinfães

## Demografia
A população registada nos censos foi:
| Distribuição da População por Grupos Etários | Distribuição da População por Grupos Etários | Distribuição da População por Grupos Etários | Distribuição da População por Grupos Etários | Distribuição da População por Grupos Etários |
| -------------------------------------------- | -------------------------------------------- | -------------------------------------------- | -------------------------------------------- | -------------------------------------------- |
| Ano                                          | 0-14 Anos                                    | 15-24 Anos                                   | 25-64 Anos                                   | > 65 Anos                                    |
| 2001                                         | 111                                          | 107                                          | 388                                          | 288                                          |
| 2011                                         | 99                                           | 70                                           | 350                                          | 288                                          |
| 2021                                         | 52                                           | 81                                           | 308                                          | 256                                          |

## História
A recente publicação de uma monografia sobre a paróquia de Tendais, no âmbito do centenário da construção da sua igreja matriz (1777-2017) permitiu alcançar um maior conhecimento sobre este território, concelho até 1826. Antes desta obra só em breves notas (Bertino Daciano Guimarães, 1954; Guido de Monterey, 1988; Monografia de Cinfães - vários autores, 2000) havia sido apresentado, intermitentemente, o percurso histórico desta unidade administrativa que mantém, praticamente inalterada, a sua jurisdição desde a Idade Média. A ausência de fontes, por via da destruição compulsiva de património documental, (de que se destaca os acervos outrora depositado nas instituições locais: capitania-mor, câmara municipal, casas senhoriais ligadas à governança, etc.) impedem possa reconstituir-se, com rigor, a trajectória destas comunidades.
A origem de Tendais, um conjunto de aldeias fundadas em redor dos ribeiros dos Prados e da Bestança, deve procurar-se no rescaldo do movimento da Reconquista a que se seguiu um reordenamento territorial com base em presúrias, terras reguengas e outras entregue a nobres e, depois, às casas monásticas. Pela documentação medieval, nomeadamente o primeiro documento que refere «Tendales», de 1109 nota-se a influência regional, primeiro, dos de Ribadouro, prole de Egas Moniz, (a quem uma certa historiografia concede preeminência junto de Afonso Henriques) e, depois, dos Pintos de Riba-Bestança, que tiveram aqui o seu solar, tendo tomado para si o domínio de vastas propriedads e o controle das instituições num vasto território entre o Paiva e o Balsemão.
Pelo século XIII Tendais separou-se da terra de São Salvador, a Norte, também dividida em duas paróquias: São Cristóvão de Nogueira e São João de Cinfães. Esta autonomização ter-se-á devido, talvez, à acção de D. Cristina Rodrigues, ou das Astúrias, mulher de Mem Moniz, irmão do famoso Egas Moniz, dito o Aio, que deixou o seu nome ligado à patrona da nova paróquia, Santa Cristina.
Mas a evolução para o município, tal qual o conhecemos a laborar em plena Idade Média, é lento. Ainda nos séculos XI e XII, a comunidade estava dividida entre o núcleo principal, «o aro», que circundava o promontório do Castêlo (cujo topónimo, e vestígios arqueologicos recolhidos na década de 1930, por Eugénio Jalhay, denunciam fortificação de tipo castrejo) e as aldeias serranas de Aveloso, Macieira e  Marcelim inseridas num processo de arroteamento e «humanização» da serra, por nobresque pretendiam delas retirar proveitos. É nesse sentido que surgem cartas de aforamento - documentos que pretendiam regrar a exploração da propriedade e assegurar a estabilidade económica e social dos habitantes locais para que ali permanecessem sobretudo em lugares inóspitos, como Aveloso a 1000 metros de altitude - povoação que no século XVI estava despovoada, como se infere da leitura do foral de D. Manuel I. A municipalização de Tendais construiu-se destruindo este estado de coisas, aglutinando as aldeias honradas de Macieira, Marcelim e Aveloso e incluindo a zona da «Ribeira» com Enxidrô e Vila de Mures.
Em 1258 já se refere o julgado de Tendais e as Inquirições de D. Afonso III indicam o aro e praticamente todas as aldeias que ainda hoje existem: Aveloso, Marcelim, Mourelos, Valverde, Vila de Muros, Meridãos, Macieira, Casais, Sá, Fermentãos, Quinhão- onde se localiza a sede da paróquia - e Soutelo. Exceptuava-se a Granja, «quimta da Granja», como é referida no século XVI, fruto da intervenção dos premonstratenses que, perto, (na Ermida do Paiva) tinham a sua casa-mãe e daí geriam os seus padroados e propriedades, grande parte deles na serra do Montemuro, e em particular, (o caso de Alhões) na cabeceira do vale da Bestança.
A influência monástica era aqui sentida pela existência de foros e foreiros vinculados aos conventos de Paço de Sousa (Marcelim e Meridãos), Ancede, Alpendurada, Salzedas (Meridãos), etc - sendo por isso forte a espiritualidade beneditina e cisterciense - não que tal tivesse influenciado a escolha do orago principal, Santa Cristina, como vimos, mas que poderá ter influído na presença do orago Santíssimo Salvador (em Soutelo) e no de São Pedro Apóstolo - este o patrono de uma ermida num altiplano a mais de 1000 metros de altitude, que se tornou regionalmente um dos principais locais regionais de romagem.
No século XVI o inquérito populacional ordenado por D. João III refere Vila Verde (Valverde) como cabeça de concelho. De facto à semelhança de outros concelhos a sede acompanhou o cargo de juiz ou de capitão-mor, sedeando-se no seu solar, dada a frequente escassez de recursos com que os municípios podiam satisfazer a construção de uma casa comunitária. De resto era em Quinhão que os homens bons se reuniam, fosse no adro ou próximo a alguma árvore simbólica, fosse junto à picota, onde ainda hoje subsistem, muito mal tratados, os vestígios do pelourinho manuelino de Tendais.
Num espaço tão diminuto como era Tendais, a escolha dos elegíveis revolvia-se numa autêntica autofagia, que aumentava à medida que as famílias nobres se consorciavam entre si. Mas os altos níveis de consanguinidade (por estudar) não eram apanágio das famílias terra-tenentes. Fosse por uma necessidade de manter o património indiviso, ou para evitar a fuga de mão-de-obra, durante séculos a população de Tendais foi criando, por uniões legítimas ou ilegítimas, sucessivas gerações em que os indivíduos apresentavam um parentesco, algumas vezes extremamente próximo, entre si. O estudo mais aprofundado deste tema, localmente, poderia, inclusive, lançar luz sobre casos de deficiências congénitas, físicas e mentais que ainda hoje se verificam.
Mas, em meados do século XVIII, a distinção entre categorias sociais é evidente, muito embora se registasse alguma mobilidade social, sobretudo devido às altíssimas taxas de ilegitimidade que ocorrem transversalmente até ao século XX - o que diluiria a distância entre «classes» ocasionando a ascensão de indivíduos de estrato inferior. Sendo extraído de um romance, não podemos deixar de destacar a apreciação que dela fez Abel Botelho em 1888, quando passou por Aveloso e nesta povoação fez situar o seu conto «A Fritada», chamando-lhe «reles freguezia sertaneja, de menos de dois mil habitantes, pola maior parte morigerados nos costumes e regrados no viver» . A narrativa ficcional, mas verosímil, descreve o amor impossível entre uma simples rapariga do povo, Eufrásia, e o filho dos senhores da «Casa branca» de Aveloso, o Joãosinho que, por atavismo ideológico do autor, representa mais uma certa aristocracia que Abel Botelho republicano repudiava. Porém, não sendo morigerada, nem regrada (como vimos os  números de ilegítimos são elevadíssimos), houve sempre, na «historiografia» e nas incipientes análises antropológicas locais, a tentativa de fazer passar a ideia de um espaço comunitário cuja organização se aproximava, não ao comunitarismo, mas ao comunismo.
Tal não é, de modo algum verdade, havendo profundas clivagens que se traduziam num clima de conflituosidade ao nível de partilha de espaços, acesso a matérias, ou mesmo tentativas de conquista de espaços simbólicos. Muitos destes casos resultavam em agressividade, ou manifestações conjuntas de repúdio ou desconfiança para com os da comunidade vizinha.
O concelho resistiu até ao ano de 1826, a partir do qual, na sequência da reforma administrativa então operada (que justificava a extinção com o baixo índice populacional), passou a integrar o Concelho (atual Município) de Cinfães. Era, como já vimos, constituído apenas por uma freguesia e paróquia e tinha, em 1801, 1 499 habitantes.
Mas a passagem para o liberalismo e a organização de 1855, que definiu a dimensão actual do município cinfanense, agregando Ferreiros de Tendais e Sanfins da Beira (ver Sanfins (Cinfães) ) não arredou do poder, as elites de Tendais: os «Resende Figueiredo», os «Morgados de Aveloso e Mourelos», ou os «Pinto da Fonseca», etc, que constituíram os novos órgãos decisórios agora transferidos para o pequeno lugarejo de Cinfães - até pela sua condição de maiores contribuintes locais, que os tornava eleitores e elegíveis.
Esta permanência e premência de algumas famílias perdurou até 25 de Abril de 1974, tendo enfraquecido ao longo da III República, quando a influência social destas deu lugar a novos grupos, formados segundo estratégias políticas e partidárias.
Essencialmente conservadora, onde a Igreja tem uma palavra maior, a freguesia aceitou durante mais de 25 anos, o governo do Partido Social Democrata sendo recentemente eleito o primeiro presidente de Junta (independente) com apoio do Partido Socialista. 

## Paróquia
A Paróquia tem como padroeira Santa Cristina, mártir de Bolsena e a igreja matriz, edificada em 1777, está situada no extremo sul do lugar de Quinhão.

## Descrição cultural
A freguesia e paróquia de Tendais é, assim composta na actualidade por 15 lugares habitados, na sua maioria localizados na margem esquerda do rio Bestança, à excepção do lugar de Soutelo, o único implantado na margem direita daquele curso de água. Tendais não existe enquanto povoação, correspondendo à designação da freguesia que congrega todas as aldeias acima nomeadas.
Com um tipo de povoamento concentrado que caracteriza o curso superior do Vale da Bestança,  é a influência do mesmo rio e da Serra do Montemuro, em cujas encostas se implantam, que tem condicionado o carácter das várias aldeias de Tendais.
Região essencialmente rural, os seus habitantes ainda hoje se dedicam na sua maioria a actividades agrícolas (sendo as de maior peso as culturas do milho, do centeio, da batata e da castanha) e pecuárias, com especial destaque para a criação de gado bovino da característica raça arouquesa, a par do chamado "gado miúdo"- ovinos e caprinos.
Não obstante o progresso corrosivo, ainda se observam algumas práticas comunitárias.
Destes, destaca-se  a "vigia"- prática (observável ainda em Aveloso, Sá e Casais) de apascentar em rebanho comum todas as cabeças de gado miúdo de uma determinada aldeia ao cuidado diário de cada um dos proprietários em tempo directamente proporcional ao número de animais que possuem-; a "partilha das águas"- engenhoso e antigo sistema de divisão horária das águas de rega provenientes dos afluentes do Rio Bestança, distribuídas por complexos sistemas de levadas, algumas de provável origem medieval, o qual regula a equitativa utilização deste bem no seu período de maior escassez,  entre os dias de S. João (24 de Junho) e de S. Miguel (29 de Setembro)-, ou ainda a prática de moagem em moínho de água de uso colectivo, ou de "herdeiros", em que várias famílias partilham entre si, em sequência pré-determinada, o usufruto da moagem em períodos sequenciais ao longo da semana.
Na freguesia situam-se alguns dos lances geomorfológicos da serra de Montemuro, entre os quais se destaca o alto do Perneval - segundo ponto mais alto da Serra do Montemuro com 1278 m de altitude - e o planalto de S. Pedro de Campo, caracterizadas pela presença de vegetação arbustiva pobre e de abundantes afloramentos de blocos graníticos, em geral de grandes dimensões, por vezes com configurações zoomórficas- como os popularmente conhecidos penedos da Cabeça de Cão e da Tromba do Elefante, no termo da freguesia.
Malogradamente a instalação de geradores de energia eólica ocasionou a destruição do espaço visual paisagístico - em alguns locais irremediavelmente - não havendo estudos concretos que afirmem que a chegada destes aparelhos não venha, outrossim, colocar em perigo habitats da fauna local.
Em contraste, as encostas de grande pendente que bordejam o Rio Bestança e os restantes cursos de água menores da sua bacia hidrográfica- como os Ribeiros de Barrondes, das Canadas ou da Galeira - são áreas de terrenos férteis, verdes durante a maior parte do ano graças à elevada pluviosidade local (fruto da condensação ocasionada pela barreira montanhosa de Montemuro) e à abundância das águas de rega disponíveis, que oferecem relances de luxuriante vegetação arbustiva e arbórea. A prática agrícola em socalcos foi o recurso encontrado pelas populações locais para vencer os desníveis das vertentes e praticar uma agricultura semi-intensiva, em que as culturas alternam com o lameiro (produção de erva e feno para consumo animal)e o recurso a fertilizantes naturais é ainda a regra. A propriedade minifundiária domina a paisagem, sobretudo na zona denominada «Ribeira», abaixo dos 500 metros de altitude, por força de uma pressão demográfica que obrigou, entre meados no século XIX e meados do século XIX a uma transformação compulsiva da paisagem.

## Património

### Património religioso imóvel

#### Templos públicos
É uma das paróquias que, na diocese de Lamego, apresenta o maior número de edifícios religiosos (católicos) e será, provavelmente, uma das que apresentam o índice mais elevado de templos por  quilómetro quadrado.
Igreja matriz (séculos XVIII-XIX), foi edificada durante o consulado pombalino próximo a uma outra, talvez de fundação medieval (que apresentaria a orientação canónica Este-Oeste, o que não é o caso da  actual). Destacam-se no seu interior algumas esculturas barrocas de alguma relevância, nomeadamente as de Santa Bárbara e São Sebastião. A da padroeira, trabalho do século XVII ou de transição para o século XVIII, foi profundamente alterada por repintes. Trata-se, contudo, de uma curiosa representação de Santa Cristina, mártir, com a serpente "enroscada" no seu braço direito segundo gravura flamenga.
Ermida de Nossa Senhora do Rosário, Vila de Mures. Templo manuelino, seguindo o modelo do românico de resistência, é de uma só nave com capela mor, separada por arco de volta perfeita de esquina chanfrada à semelhança do vão principal. Foi mandada edificar no primeiro quartel do século XVI por um clérigo local chamado André Anes que nela instituiu capela e óbitos por sua alma.
Ermida de Nossa Senhora da Livração Mourelos, século XVIII (?) . Seria, talvez, a ermida do Senhor de Matosinhos que, na década de 1850 (como refere uma inscrição no altar mor, a propósito de obras no edifício patrocinadas pelo «Morgado de Mourelos», José de Resende) foi retirada à posse privada e oferecida ao culto público. Em 1906 ainda pertencia aos herdeiros do referido morgado. O interior, embora não exiba recheio artístico de grande valor, foi recentemente (2019) alvo de repintes.
Ermida de Nossa Senhora do Rosário de Fátima Macieira, obra do século XX;
Ermida de Nossa Senhora dos Milagres Marcelim, obra do século XX, de duvidoso gosto estético e arquitectónico, veio suplantar a ermida de São Lourenço implantada na periferia do povoado, na sua entrada a poente.
Ermida do Santíssimo Salvador do Mundo, Soutelo, fábrica do século XVIII, mas de raíz provalvemente anterior, como testemunha a invocação, geralmente associada a castelos e certos mosteiros (notar que a Ordem de Cister tinha aqui propriedades).
Ermida de Lourenço Mártir, Marcelim, situado no extremo oeste da povoação, foi edificada por na década de 50 do século XVIII, como indica a inscrição (1758) sobre a ombreira da porta principal.
Ermida de São Pedro Apóstolo, Granja. É, talvez, testemunho da presença premonstratense que, a partir do mosteiro de Ermida do Paiva, fundou esta Granja, a partir das propriedades que já detinha no século XIII, designadas de Moimenta, sobre Quinhão.
Ermida de São Pedro Apóstolo, em altiplano, sobre as aldeias de Granja, Sá e Meridãos que, no século XVIII, eram obrigadas a fabricá-la, ou seja a prover os materiais e a mão-de-obra necessária à sua conservação. É ainda hoje local de afamada romagem no dia 29 de Junho.
Ermida de São Sebastião, situada nas proximidades e no termo da aldeia de Mourelos, junto a uma das estradas mais frequentadas  de Tendais até à chegada das vias de asfalto: o caminho de ligava a ribeira à zona serrana da freguesia e Paróquia de Tendais. Como a grande maioria das ermidas dedicadas a São Sebastião, protector contra a peste , também a localização deste templo significou o cuidado em proteger quem chegava e quem partia. Nesse sentido, e também como advogado dos militares, São Sebastião e a sua ermida tiveram grande afluência ainda no século XX, aquando da Guerra Colonial, cujas mães daqueles que partiam para o Ultramar, aqui vinham rogar pelos filhos. É uma construção da segunda metade do século XVIII, sem qualquer lavor artístico, interior ou exterior. Foi recentemente (2019) alvo de beneficiações
Ermida de São Vicente de Saragoça, próximo à aldeia de Meridãos de que foi, durante muitos anos, a capela pública e orago principal do termo desta povoação (que depois para si o culto e a gestão de uma capela privada, a de Santa Quitéria ou de Nossa Senhora dos Remédios, da Casa do Rêgo, ver abaixo).
Ermida do Senhor da Agonia, Vila de Mures; localiza-se paralelamente à ermida de Nossa Senhora do Rosário (ver acima)
Ermida do Calvário ou do Senhor do Calvário, acima da aldeia de Quinhão, construção recente para servir de termo à procissão dos Passos da Paixão.

#### Capelas privadas
Divino Espírito Santo, Sá, construção do século XX;
Nossa Senhora da Guia, Mourelos, idem;
Nossa Senhora de Lourdes, Outeiro de Meridãos, idem;
Sagrado Coração de Jesus, Outeiro de Meridãos, idem;
Santa Quitéria/Nossa Senhora dos Remédios, Meridãos, século XVII/XVIII. É presentemente propriedade do sr. António Rezende Pinto.
Santo António da Boavista, cabo de Quinhão, século XX
São Francisco de Assis (ou de Borja), Casais, meados do século XVIII, mandada edificar pelo padre Francisco dos Santos, da família dos Morgado de Aveloso e Casais, como prova a inscrição por ele mandada gravar na fachada da referida capela.

### Arquitectura civil

#### Casas nobres
Casa da Portela, Meridãos, seria a única casa brasonada existente no concelho de Tendais (o brasão foi apeado depois de 1910, na sequência da tributação pela República destas insígnias). Pertenceu ao Capitão-mor Manuel Correia Peixoto de Resende Rêgo e depois à família Resende Figueiredo. Foi alvo de obras de beneficiação recentes, de carácter moderno. Não possui capela.
Casa do Cabo de Quinhão, Quinhão. Nesta casa nasceu o Padre Patrício Peixoto que mandou edificar a igreja matriz de Cinfães no 3.º quartel do século XVIII. Edifício vetusto, sem características artísticas dignas de nota é hoje da família Resende Rego, entre outras.
Casa do Outeiro de Meridãos, Meridãos. Uma das casas nobres mais antigas da freguesia de Tendais, nela subsiste um sarcófago (medieval?) com inscrições, prova de edificação sobre estruturas muito anteriores. O núcleo original da casa deverá remontar ao século XVI, com profundas remodelações nos séculos seguintes, até recentemente, quando lhe foi adossada, pelo possuidor actual, Dr. José Cabral Pinto de Resende, a capela do Sagrado Coração de Jesus que pertencia aos senhores da casa.
Casa do Outeiro, Meridãos construção do século XIX, chama a atenção pela robustez e pela austeridade com que foi gizada. Teve oratório.
Casa de São João, Valverde. Edificação do século XIX ao gosto dos revivalismos da época. Foi seu mentor o Dr. António Jorge de Figueiredo, de Meridãos, advogado e escritor, que nela habitou por casamento com uma senhora da nobreza local, dos Resende Rêgo, ramos dos Morgados de Aveloso que singrou na área da medicina e da farmacêutica.
Quinta das Poldras, Vila de Muros embora não possa ser considerada uma casa nobre, se não um edifício habitacional com características semelhantes a tantos outros propriedade de lavradores abastados, a casa e quinta das Poldras suscita interesse por nela ter nascido a 20 de Abril de 1846, o militar e explorador de África Alexandre Alberto da Rocha de Serpa Pinto. A casa pertencia à família materna do pai de Serpa Pinto, o médico Dr. José da Rocha Miranda de Figueiredo. Hoje não passa de um conjunto de estruturas arruinadas.
Casa da Poça, Macieira, edifício compacto, sem lavores, de arquitectura simples, construído junto à Poça de Macieira - vasta presa que retinha as águas da aldeia para posterior direccionamento e distribuição. Nesta casa habitou um ramo dos Morgados de Aveloso, que deram origem à família Resende Rêgo, a qual, a pouco e pouco, se apossou do nome do local, ao ponto de uma das suas últimas moradoras, D. Maria do Carmo, assinar-se «Maria do Carmo Resende Rêgo e Poça». Foi esta senhora mãe de Maria Emília de Resende, notável proprietária de Cinfães que, tendo casado à revelia dos pais com um republicano, Afonso de Resende, andou algum tempo foragida pelo Brasil. Tendo regressado à sua terra, já o regime havia consolidado e as guerras intestinas entre monárquicos e republicanos, serenado, viveu em Cinfães com o seu marido. Este casal não teve filhos e a fortuna de ambos deu origem ao núcleo patrimonial que criou a Santa Casa da Misericórdia de Cinfães, na década de 50 do século XX.
Casa do Rêgo, Meridãos. Talvez provenha desta casa o sobrenome rêgo que rapidamente se associou ao apelido Resende (extremamente comum em Tendais), como sugere o distinto genealogista Dr. Cabral Pinto de Resende. É um edifício situado no centro da povoação de Meridãos, em forma de L, estando a fachada virada a sul, sobre um pequeno largo (onde se ergue, desde os anos de 1940, um cruzeiro da independência), estando a capela aberta a oeste, para caminho público o que favoreceu, já neste século, a sua «comuni» e a apropriação da mesma como templo público (embora não seja, como determinado canonicamente).

## Figuras históricas relacionadas com Tendais
- Afonso Hermiges de Baião, nascido em 1150, foi entre 1175 e 1187 terra-tenente de Tendais.
- Alexandre Alberto da Rocha Serpa Pinto, nascido em 1846 e falecido em 1900.
- Antero da Silva Resende, advogado, jornalista e dirigente desportivo português.
- D. António Francisco dos Santos, bispo auxiliar de Braga, bispo de Aveiro e Bispo do Porto, nascido em 1948 e falecido em 2017.